# Olaf Fønss og Oda Nielsen
|  | Denne artikel er oprettet af botten Steenthbot ud fra en ekstern database. Den kan derfor have sproglige fejl eller mangler. Denne skabelon kan fjernes efter kontrol af indholdet. |

Olaf Fønss og Oda Nielsen er en dansk dokumentarisk optagelse fra 1929.

## Handling
Olaf Fønss besøger skuespilkollegaen Oda Nielsen i hendes æresbolig i Fredensborg den 12. oktober 1929. Fønss skal interviewe Oda Nielsen om hendes afdøde mand, skuespilleren, instruktøren og teaterdirektøren Martinius Nielsen, som Fønss var en nær ven af i mange år. De to mødte hinanden, da Fønss fik engagement på Dagmarteatret i Martinius Nielsens direktørperiode. Det var på denne scene, Fønss debuterede som teaterskuepiller, og sammesteds spillede han flere gange sammen med Oda Nielsen. Til trods for at Fønss havde længerevarende engagementer på flere københavnske teatre, var det dog som filmskuespiller, han for alvor fik succes. Ud over sit virke som skuespiller var han også instruktør, producent og filmcensor. I modsætning til Fønss medvirkede Oda Nielsen kun i ganske få film, men til gengæld havde hun stor succes på de skrå brædder og som visesangerinde. I de sidste mange år af sit liv engagerede hun sig i velgørenhedsarbejde og som anerkendelse af dette, skænkede et biografteater hende en årlig afgift, ligesom hun i 1925 fik æresboligen, Slotsgade 4 i Fredensborg.

## Medvirkende
- Olaf Fønss
- Oda Nielsen